# Mistrzostwa Świata FIBT 1996
Mistrzostwa Świata FIBT 1996 odbywały się w dniach 16–20 lutego 1996 r. w kanadyjskiej miejscowości Calgary, gdzie przeprowadzono zarówno konkurencje bobslejowe, jak i skeletonowe.

## Skeleton
- Data: 16 – 17 lutego 1996 r.

### Mężczyźni
| Miejsce | Sportowiec         | Narodowość      | Czas    |
| ------- | ------------------ | --------------- | ------- |
| 1       | Ryan Davenport     | Kanada          | 3:51,15 |
| 2       | Franz Plangger     | Austria         | 3:52,37 |
| 3       | Christian Auer     | Austria         | 3:52,90 |
| 4       | Michael Grünberger | Austria         | 3:53,21 |
| 5       | Alex Müller        | Austria         | 3:53,39 |
| 6       | Urs Vescoli        | Szwajcaria      | 3:54,08 |
| 7       | Felix Poletti      | Szwajcaria      | 3:54,10 |
| 8       | Willi Schneider    | Niemcy          | 3:54,98 |
| 9       | Kazuhiro Koshi     | Japonia         | 3:55,48 |
| 10      | Roch Rochester     | Wielka Brytania | 3:56,07 |

## Bobsleje

### Mężczyźni

#### Dwójki
- Data: 20 lutego 1996 r.

| Miejsce | Narodowość | Zawodnik                           | czas |
| ------- | ---------- | ---------------------------------- | ---- |
| 1       | Niemcy     | Christoph Langen Markus Zimmermann | –    |
| 2       | Kanada     | Pierre Lueders Dave MacEachern     | –    |
| 3       | Szwajcaria | Reto Götschi Guido Acklin          | –    |

#### Czwórki
- Data: 20 lutego 1996 r.

| Miejsce | Narodowość | Zawodnik                                                   | czas |
| ------- | ---------- | ---------------------------------------------------------- | ---- |
| 1       | Niemcy     | Christoph Langen Markus Zimmermann Sven Rühr Olaf Hampel   | –    |
| 2       | Szwajcaria | Marcel Rohner Markus Wasser Thomas Schreiber Roland Tanner | –    |
| 3       | Niemcy     | Wolfgang Hoppe Torsten Voss Sven Peter Carsten Embach      | –    |

## Tabela medalowa
| Miejsce | Państwo    |   |   |   | Razem |
| ------- | ---------- | - | - | - | ----- |
| 1.      | Niemcy     | 2 | 0 | 1 | 3     |
| 2.      | Kanada     | 1 | 1 | 0 | 2     |
| 3.      | Austria    | 0 | 1 | 1 | 2     |
|         | Szwajcaria | 0 | 1 | 1 | 2     |